# 関根友実
関根 友実（せきね ともみ、本名・三浦友実、1972年4月26日 - ）は、フリーアナウンサーおよび臨床心理士。兵庫県宝塚市出身。お茶の水女子大学卒業。ニックネーム：トンちゃん。左利き。

## 略歴

### 学生時代
大阪教育大学附属池田中学校 （1988年）、大阪教育大学附属高等学校池田校舎 （1991年）、お茶の水女子大学卒業。
大学生時代のボランティアで視覚障害者の運動会の手伝いをした時、「関根さんの声に励まされた」と言われたことで声を使った仕事を意識するようになり、アナウンサーを志望した。

### 朝日放送に入社
1995年、アナウンサーとして入社。同期にアナウンサーの浦川泰幸、プロデューサー・ディレクターの内片輝らがいる。
アナウンサーとして情報番組やスポーツ番組などを担当し、1996年には全国高校野球選手権大会中継（第78回大会）で実況を担当。1997年の第79回大会では、藤川球児（のち阪神タイガース投手）が高知市立高知商業高等学校2年生の時に出場した試合も担当した。
持病（アレルギー疾患）治療に専念するため2000年に朝日放送を退職。

### フリーアナウンサーとして
2002年からフリーとして復帰した。古巣の朝日放送（朝日放送テレビ）で2003年から2006年まで『おはようコールABC』の司会、2006年4月から2009年3月まで『ムーブ!』の総合司会を担当した。2009年7月より朝日放送ラジオの番組『ドッキリ!ハッキリ!三代澤康司です』の木曜日パートナーを務めていた。
2007年4月から「地域医療を支え、関西オカンのパワーを結集して今後の医療のあり方を共に考えること」を目的とした「医療を支える関西オカンの会…時々オトン」を立ち上げた。
2009年3月6日には自身の持病の体験を綴った本「アレルギー・マーチと向き合って」（朝日新聞出版、ISBN 978-4023302983）を出版｡
関西認知行動療法勉強会の副理事を務めている。

## 人物
- 絵が得意で、子ども時代は漫画家志望だった。
- 朝日放送時代にテレビ朝日系の選挙特番「選挙ステーション」の中継リポートを担当し、大阪の投票状況を伝えた際に、司会の久米宏が「ぶっちゃけた話、3人目が好みです」と関根が好みのタイプであること明らかにした。

- 下着は長年ワコールのベージュのLサイズを愛用。

## 出演番組
（過去のものを含む）
- ドッキリ!ハッキリ!三代澤康司です（朝日放送ラジオ、2009年7月 - 2017年9月28日）
- ムーブ!（朝日放送テレビ、2006年 - 2009年）
- おはようコールABC（朝日放送テレビ、2002年 - 2006年）
- 歌謡大全集（朝日放送ラジオ、1998年・1999年・2002年）
- デジタルアジア通信（朝日放送テレビ、1996年ごろ）
- 魔女たちの22時（日本テレビ系、2011年3月8日）
- ナイトinナイト（朝日放送テレビ、「板東英二の水曜は白ごはん」にレギュラー出演）
- まつりだGOGO! サクッと全力投球（朝日放送ラジオ、2015年11月15日12:30 - 13:25、『とことん全力投球!!妹尾和夫です』と『サクサク土曜日 中邨雄二です』の合同特別番組）
- 森脇健児のケンケン・ゴウゴウ!（2018年4月3日 - 2021年9月21日、朝日放送ラジオ）
- 桑原征平粋も甘いも（朝日放送ラジオ）
  - 2021年3月18日 - 「征平の女子アナさんいらっしゃい!」（木曜13時台のトークコーナー）にゲスト出演。
  - 2021年5月 - 「粋甘流☆美女と野獣NEO」（水曜13時台の大喜利コーナー）にて、太田裕美「木綿のハンカチーフ」の替え歌を歌唱[6]。

## 著書
- 『アレルギーマーチと向き合って』（朝日新聞出版、2009年、ISBN 9784023302983）
- 『精神科医の仕事、臨床心理士の仕事～どう違い、どう治すのか～』（平凡社、2016年、ISBN  9784582513349 ）